# Безерра да Силва, Рикардо Келсон
Рикардо Келсон Безерра да Силва (род. 4 августа 1980, Терезина, Бразилия), более известный как просто Келсон — бразильский игрок в мини-футбол. Нападающий клуба «Спартак».

## Биография
До 2003 года Келсон выступал в Бразилии, отметившись игрой за такие клубы как «Атлетико Минейро», «Сан-Паулу», «Палмейрас» и «Минас Теннис Клуб». После этого он получил приглашение от бельгийского клуба «Киккерс» и перебрался в Европу. В своём первом же сезоне в бельгийском чемпионате бразилец продемонстрировал яркую игру и был признан лучшим игроком первенства. Вскоре «Киккерс» был поглощён другим бельгийским клубом «Аксьон 21», в результате чего Келсон стал выступать за эту команду.
В сезоне 2004/05 «Аксьон 21» произвёл фурор на европейской арене, выиграв Кубок УЕФА по мини-футболу. Свой вклад в этот успех внёс и Келсон, забивший гол в ворота московского «Динамо» в финале турнира. «Динамовцы», впечатлённые игрой бразильца, приложили все усилия для его покупки; таким образом Келсон начал следующий сезон в российском чемпионате.
В составе «Динамо» Келсон провёл три сезона, став за это время трёхкратным чемпионом России. Также бразилец был важной частью команды в борьбе за Кубок УЕФА по мини-футболу. В сезоне 2006/07 «Динамо» удалось выиграть его, а Келсон забил в каждом из пяти матчей розыгрыша. В том числе он открыл счёт в финальном матче против «Бумеранг Интервью». Всего за три сезона в составе московского клуба он отметился в еврокубковых матчах 13 забитыми мячами.
В 2008 году Келсон покинул «Динамо» и провёл один сезон в «Норильском никеле», после чего перебрался в казахстанский чемпионат, став игроком «Кайрата». Вскоре он стал одним из лидеров команды и её капитаном.

## Достижения
- Обладатель Межконтинентального Кубка по мини-футболу 1998
- Обладатель Кубка УЕФА по мини-футболу (2): 2004/05, 2006/07, 2012/13
- Чемпион России по мини-футболу (3): 2006, 2007, 2008
- Обладатель Кубка России по мини-футболу 2008
- Чемпион Казахстана по мини-футболу (2): 2010, 2011
- Чемпион Бельгии по мини-футболу 2005